# Portugal op het Eurovisiesongfestival 2019

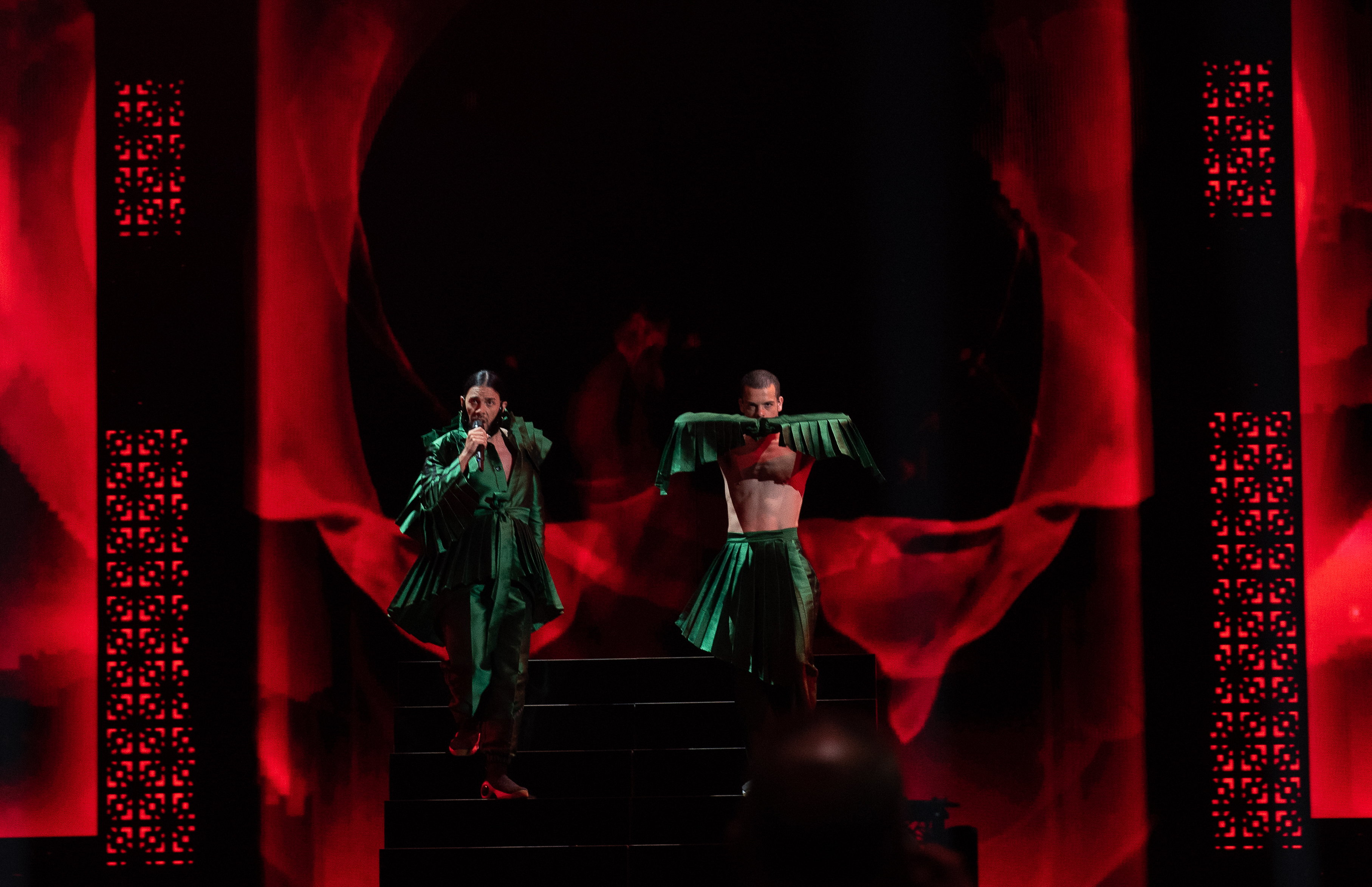
Conan Osíris tijdens de repetities voor de halve finale

Portugal nam deel aan het Eurovisiesongfestival 2019, dat gehouden werd in Israël. Het was de 51ste deelname van het land aan het Eurovisiesongfestival. De RTP was verantwoordelijk voor de Portugese bijdrage voor de editie van 2019. 

## Selectieprocedure
Festival da Canção 2019 bestond opnieuw uit twee halve finales met telkens 8 kandidaten. 4 kandidaten per halve finalen kwalificeerden zich voor de grote finale op 2 maart 2019, dat plaatsvond in Portimão. 

### Finale
2 maart 2019
|   | Artiest         | Lied            | Jury | Publiek | Totaal | Plaats |
| - | --------------- | --------------- | ---- | ------- | ------ | ------ |
| 1 | Calema          | "A dois"        | 4    | 7       | 11     | 6      |
| 2 | Mariana Bragada | "Mar doce"      | 3    | 5       | 8      | 7      |
| 3 | Matay           | "Perfeito"      | 7    | 10      | 17     | 3      |
| 4 | Surma           | "Pugna"         | 8    | 4       | 12     | 5      |
| 5 | NBC             | "Igual a ti"    | 10   | 8       | 18     | 2      |
| 6 | Madrepaz        | "Mundo a mudar" | 7    | 6       | 13     | 4      |
| 7 | Conan Osíris    | "Telemóveis"    | 12   | 12      | 24     | 1      |
| 8 | Ana Cláudia     | "Inércia"       | 5    | 3       | 8      | 8      |

## In Tel Aviv
Portugal trad aan in de eerste halve finale. Het land wist zich niet te kwalificeren voor de grote finale. Nadien bleek dat Portugal 15de werd met 51 punten. 43 punten waren afkomstig van de televoting, 9 van de vakjury's. 
1964 · 1965 · 1966 · 1967 · 1968 · 1969 · 1970 · 1971 · 1972 · 1973 · 1974 · 1975 · 1976 · 1977 · 1978 · 1979 · 1980 · 1981 · 1982 · 1983 · 1984 · 1985 · 1986 · 1987 · 1988 · 1989 · 1990 · 1991 · 1992 · 1993 · 1994 · 1995 · 1996 · 1997 · 1998 · 1999 · 2000 · 2001 · 2002 · 2003 · 2004 · 2005 · 2006 · 2007 · 2008 · 2009 · 2010 · 2011 · 2012 · 2013 · 2014 · 2015 · 2016 · 2017 · 2018 · 2019 · 2020 · 2021 · 2022 · 2023 · 2024 · 2025
Albanië · Armenië · Australië · Azerbeidzjan · België · Cyprus · Denemarken · Duitsland · Estland · Finland · Frankrijk · Georgië · Griekenland · Hongarije · Ierland · IJsland · Israël · Italië · Kroatië · Letland · Litouwen · Malta · Moldavië · Montenegro · Nederland · Noord-Macedonië · Noorwegen · Oostenrijk · Polen · Portugal · Roemenië · Rusland · San Marino · Servië · Slovenië · Spanje · Tsjechië · Verenigd Koninkrijk · Wit-Rusland · Zweden · Zwitserland